# Kalwa (Grunwald)
Kalwa (deutsch ebenfalls Kalwa, 1938 bis 1945 Kleintal) ist ein kleiner Ort in der polnischen Woiwodschaft Ermland-Masuren und gehört zur Gmina Grunwald (Landgemeinde Grünfelde) im Powiat Ostródzki (Kreis Osterode in Ostpreußen).

## Geographische Lage
Kalwa liegt im südlichen Westen der Woiwodschaft Ermland-Masuren, 17 Kilometer südöstlich der Kreisstadt Ostróda (deutsch Osterode in Ostpreußen).

## Geschichte
Das kleine Dorf Kalba – um 1785 Kalben, nach 1820 Kallwa und nach 1871 Kalwa genannt – bestand ursprünglich aus ein paar kleinen Gehöften. Die Landgemeinde Kalwa kam 1874 zum neu errichteten Amtsbezirk Geierswalde (polnisch Gierzwałd) im Kreis Osterode in Ostpreußen. 1910 waren in Kalwa 52 Einwohner registriert.
Aus politisch-ideologischen Gründen der Abwehr fremdländisch klingender Ortsnamen wurde Kalwa am 3. Juni – offiziell bestätigt am 16. Juli – 1938 in „Kleintal“ umbenannt. Die Einwohnerzahl sank bis 1933 auf 28 und bis 1939 auf 21.
Zusammen mit dem ganzen südlichen Ostpreußen musste auch Kleintal 1945 in Kriegsfolge an Polen überstellt werden. Der kleine Ort erhielt den ehemaligen Namen „Kalwa“ nunmehr als polnische Namensform zurück und ist heute eine Kolonie innerhalb der Gmina Grunwald (Landgemeinde Grünfelde) mit Sitz in Gierzwałd (Geierswalde) im Powiat Ostródzki (Kreis Osterode in Ostpreußen), bis 1998 der Woiwodschaft Olsztyn, seither der Woiwodschaft Ermland-Masuren mit Sitz in Olsztyn (Allenstein) zugehörig.

## Kirche
Bis 1945 war Kalwa in die evangelische Kirche Geierswalde in der Kirchenprovinz Ostpreußen der Kirche der Altpreußischen Union, außerdem in die römisch-katholische Kirche Gilgenburg (polnisch Dąbrówno) im Bistum Ermland eingepfarrt.
Heute gehört Kalwa evangelischerseits zur Kirche Olsztynek (Hohenstein), einer Filialkirche der Pfarrei Olsztyn (Allenstein) in der Diözese Masuren der Evangelisch-Augsburgischen Kirche in Polen, katholischerseits seit den 1980er Jahren zur Pfarrei Gierzwałd (Geierswalde) im Erzbistum Ermland.

## Verkehr
Kalwa liegt westlich der Woiwodschaftsstraße 542, die von Działdowo (Soldau) kommend bis zur Schnellstraße 7 (Danzig–Warschau) bei Rychnowo (Reichenau) führt. Ein Bahnanschluss besteht nicht.